# Storie di san Nicola
Le Storie di san Nicola sono un gruppo di quattro pannelli raggruppati in due tavole (96x52,5 cm la prima e 92x49 cm la seconda) di Ambrogio Lorenzetti, databili al 1332 circa e conservate nella Galleria degli Uffizi a Firenze.

## Storia
L'opera venne realizzata dall'artista senese durante il suo soggiorno a Firenze (documentato dal 1321), quando si iscrisse all'Arte dei Medici e Speziali e ricevette numerose commissioni sfruttando anche il vuoto che Giotto aveva lasciato con la sua partenza del 1327.
I quattro pannelli con le storie di san Nicola di Bari erano originariamente nella chiesa di San Procolo, come ricorda Vasari, dove si trovava anche il Trittico di San Procolo dello stesso autore. Si pensa che originariamente anche le Storie di san Nicola fossero composte in un dossale a forma di trittico, con una grande figura di san Nicola di Bari al centro, perduta; un'altra ipotesi è che fossero due sportelli di un tabernacolo.

## Descrizione e stile
Le quattro storie rappresentano la Resurrezione di un bambino, il Salvataggio di Mira dalla carestia con l'essiccazione e la moltiplicazione di sacchi di farina caduti in mare, il Regalo della dote a tre vergini e la Consacrazione di san Nicola come vescovo.
Le scene sono caratterizzate da una straordinaria scioltezza narrativa, con numerosi espedienti inediti e con una graduale riduzione del fondo oro, confinato a spazi sempre più piccoli e marginali con l'architettura che occupa quasi tutto lo sfondo. La minuzia dei dettagli dovette avere un effetto sorprendente sui fiorentini, abituati all'essenzialità dei giotteschi.

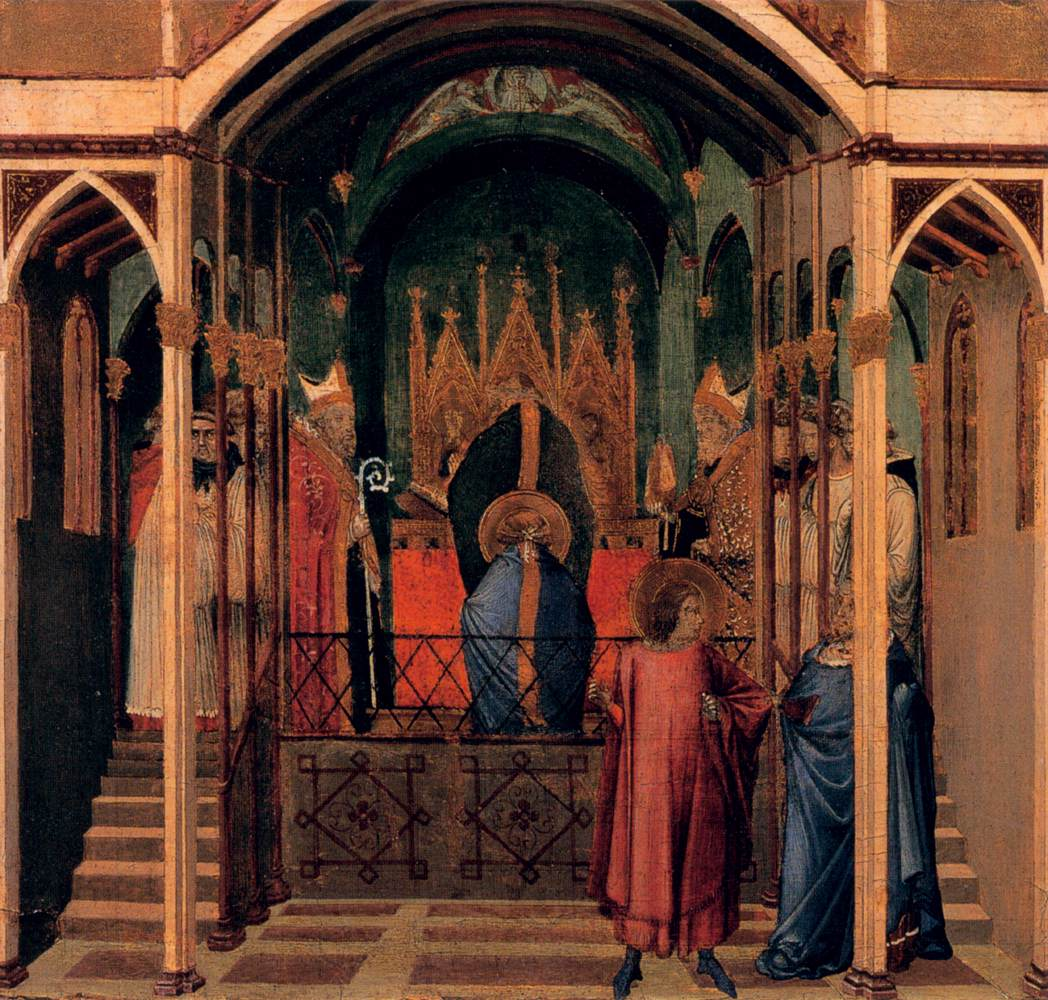
Consacrazione di san Nicola come vescovo

Nella scena di San Nicola che resuscita il bambino strozzato dal demonio, il bambino protagonista è raffigurato quattro volte in altrettanti momenti successivi, che si svolgono nei due piani di un edificio: il pian terreno è aperto da un arcone, mentre il piano superiore è visibile tramite una loggia. Il diavolo si presenta in un'abitazione chiedendo come un pellegrino e un bambino gli va incontro; successivamente (a sinistra) lo strangola dietro le scale; il bambino sta poi morto sul suo letto, ma san Nicola, apparso in un nimbo in alto a sinistra, lo resuscita facendolo rialzare.
La scena del Salvataggio di Mira dalla carestia con l'essiccazione e la moltiplicazione di sacchi di farina caduti in mare  mostra la veduta del porto di una città dove su una nave due angeli stanno rovesciando la pioggia, mentre il vescovo si trova sulla riva risolvendo la situazione. Sorprendente è l'uso di una prospettiva "a spina di pesce" nella composizione, con l'occhio dello spettatore che viene trascinato in alto dalla linea della costa, per poi ridiscendere con le linee delle vele delle navi.
Nel Regalo della dote a tre vergini si vede l'interno di una casa tramite un loggiato in cui stanno tre donne con l'anziano padre; per la povertà egli aveva manifestato il proposito di avviarle alla prostituzione, ma il santo, affacciato dalla finestrella sulla sinistra, salva tirando loro tre astucci dorati.
La Consacrazione di san Nicola come vescovo infine mostra un fedele interno di chiesa, organizzato come quello della Presentazione al Tempio nella stessa sala degli Uffizi; di grande complessità nell'orchestrazione, mostra il presbiterio rialzato della chiesa, affollato di numerosi personaggi, una pala gotica sull'altare e un affresco con angeli che reggono un tondo del Salvatore benedicente sull'arcone.